# وودلند (اوهایو)
وودلند (به انگلیسی: Woodland) یک منطقهٔ مسکونی در ایالات متحده آمریکا است که در شهرستان یونیون، اوهایو واقع شده‌است. وودلند ۲۸۸ متر بالاتر از سطح دریا واقع شده‌است.